# Louise Quinn
Louise Quinn, née le 17 juin 1990 à Blessington, est une footballeuse internationale irlandaise évoluant au poste de défenseure centrale au Birmingham City.

## Biographie

### Ses débuts
Louise Quinne nait à Blessington, une petite ville de l'ouest du comté de Wicklow. Elle est la fille de Jacinta et Pat Quinne. Elle a deux sœurs plus âgées Vivienne et Sinead. Son père est un ancien joueur de football gaélique pour Wicklow GAA. Louise rejoint très jeune le club local de sports gaéliques, le Blessington GAA. Elle joue au poste de gardienne de but avec les adultes alors qu'elle n'a que 12 ans. Après avoir arrêté le football gaélique pendant quelque temps elle rejoint le club de Kilcullen GAA suivant ainsi sa meilleure amie et partenaire au Peamount United Jenny Murphy. Louise Quinn est alors appelée en équipe du Kildare GAA dont dépend Kilcullen, mais elle refuse, voulant rester fidèle à son équipe du Wicklow.
Louise Quinn commence le football au club de Blessington, elle joue dans l'équipe masculine des moins de 6 ans avec son ami Derek Balfe dont le père est entraineur au club. Elle s'inscrit ensuite dans l'équipe féminine de Lakeside FC. Elle rejoint enfin le Peamount United Football Club dans l'ouest du comté de Dublin en 2004 ; elle a alors 14 ans.
En 2006, Eileen Gleeson devient la coach principale de Peamount. Elle note immédiatement le potentiel de Louise Quinn et en fait la capitaine du club alors qu'elle n'a que 16 ans. Elle est la capitaine du club lors de la finale de la coupe d'Irlande perdue 1-2 contre St Francis FC. Deux ans plus tard elle manque la deuxième finale de coupe de son club à cause d'un déplacement professionnel aux États-Unis.
En août 2011, Quinn marque un hat-trick contre le ŽNK Krka à l'occasion d'un match remporté 7-0 en Slovaquie pour un tour qualificatif de la Ligue des champions  2011-2012. 2011 est aussi l'année de la création du championnat d'Irlande. Quinn, nommée dans l'équipe de la saison au poste d'arrière centrale, remporte la compétition avec Peamount. Après une nouvelle élimination avec Peamount lors du tour préliminaire de la Ligue des champions, Quinn songe alors à aller jouer à l'étranger. C'est vers la Suède qu'elle se tourne.

### En Suède
Louise Quinn signe un contrat avec les Suédoises du Eskilstuna United DFF en janvier 2013. Elle y restera trois saisons. Quinn s'impose immédiatement dans l'équipe. Lors de sa première saison le club est promu en première division suédoise, puis se hisse à la septième place lors de la deuxième. En 2015, Eskilstuna arrive à la deuxième place du championnat devancé par Rosengård. Viktor Eriksson, son entraîneur, la décrit comme une des meilleures défenseure du championnat. Au commencement de la saison, Louise Quinn participe aux seizièmes de finale de la ligue des champions avec Eskilstuna contre Glasgow City LFC mais décide en novembre de quitter le club.

### En Angleterre et en Italie
Après trois mois sans club, Louise Quinn signe à Notts County en février 2017 juste le temps de disputer un match de préparation avant que le club ne soit dissout quelques jours avant le commencement du championnat. Le 3 mai suivant Quinn signe un contrat de courte durée avec Arsenal jusqu'au terme de la saison de transition du printemps 2017. Elle s'engage ensuite définitivement avec les gunners avant de prolonger le contrat en 2019.
Louise Quinn devient une joueuse importante de l'effectif qui remporte la Coupe d'Angleterre 2018 et le championnat d'Angleterre 2018-2019. Son influence diminue à partir de la saison 2019-2020 lors de laquelle elle joue de moins en moins. Le club la libère de son contrat en juin 2020.
Quinn décide alors de se tourner vers l'Italie et signe avec la Fiorentina, club de Serie A, un contrat d'une saison avec une deuxième saison en option. Après une première saison réussie lors de laquelle la Fiorentina termine à la quatrième place du championnat et perd en finale de la coupe d'Italie, Quinn décide de décliner l'option d'une année de contrat supplémentaire pour retrouver l'Angleterre.
De retour en Angleterre Quinn accepte un contrat de deux saisons proposé par Birmingham City. Elle est immédiatement intronisée capitaine de l'équipe. Birmingham recrute en 2019 plusieurs internationales irlandaises, si bien que Quinn se retrouve en janvier 2022 avec six coéquipières en club et en équipe nationale.
En dépit d'une belle forme individuelle qui permet à Quinn de terminer meilleure buteuse du club avec 5 buts et d'être nommé « recrue de l'année » par le Guardian, son club termine à la dernière place du championnat et est relégué en deuxième division. Quinn a dans son contrat une clause qui lui permet de quitter le club librement en cas de relégation, mais elle décide de rester sur place expliquant qu'elle apprécie à la fois les connexions irlandaises du club et de travailler sous les ordres du duo Darren Carter et Jo Potter.

### En équipe nationale
Louise Quinn a joué dans pratiquement toutes les classes d'âge de la sélection nationale irlandaise. Après 5 sélections avec les moins de 17 ans où elle a été appelée alors qu'elle n'avait que 14 ans, elle incorpore l'équipe des moins de 19 ans où elle accumule 25 match et en devient la capitaine. Mais sa progression s'arrête brusquement car elle  subit une fracture de la hanche qui la prive des terrains pendant 10 mois.
Quinn fait ses débuts internationaux en équipe de la république d'Irlande en février 2008. Elle entre en jeu à la dernière minute d'un match amical contre la Pologne en remplacement de Niamh Fahey. Elle fait partie ensuite des 22 joueuses sélectionnée pour participer aux matchs de barrages des qualifications à l'Euro 2009 contre l'Islande. elle est remplaçante lors des deux matchs mais n'entre pas en jeu. L'Irlande s'incline face à l'Islande après un match nul 1-1 à Dublin et une défaite 0-3 au match retour à Reykjavík. Noel King alors sélectionneur de l'Irlande avait qualifié ce match de « sans aucun doute, le match le plus important de l'histoire du football féminin en Irlande ».
En février 2009, Quinn obtient sa deuxième sélection, de nouveau comme remplaçante, à l'occasion d'un match amical contre la France perdu 2-0. Elle devient ensuite un élément essentiel de l'équipe irlandaise au centre de la défense et est élue Joueuse internationale de l'année 2013 par la fédération irlandaise.
Quand Susan Ronan devient la nouvelle sélectionneuse de l'équipe, elle continue à être sélectionnée. Elle participe à toutes les campagnes de qualification de son équipe. Lors des qualifications à la coupe du monde 2015, l'Irlande tombe dans le même groupe que l'Allemagne. Lors du match du 14 avril 2014 au Tallaght Stadium Louise Quinn marque un but de la tête à la suite d'un long centre de Megan Campbell. ce but est le premier encaissé par les Allemandes lors de la compétition. L'Irlande s'incline malgré tout sur un but de Melanie Leupolz dans les arrêts de jeu.
Sous l'autorité du sélectionneur suivant Colin Bell, Quinn conserve sa place dans l'équipe. Elle joue la première rencontre avec le nouvel entraîneur, une victoire 2-0 sur la Tchéquie lors de la Cyprus Cup 2017. Le mois suivant, Quinn fait partie de la délégation de 13 joueuses qui s'opposent à la fédération irlandaise de football à propos des conditions de travail des footballeuses dès lors qu'elles sont en équipe nationale. Leur action provoque un long conflit avec leur autorité de tutelle, mais elles obtiennent de meilleures conditions d'entraînement et de voyage,,.
En 2019, Louise Quinn remporte le titre de joueuse internationale irlandaise de l'année pour la deuxième fois après avoir joué l'ensemble des matchs internationaux disputés cette année là. Un peu plus tard elle exprimera son désappointement et sa déception de voir partir Colin Bell de son poste de sélectionneur.
Quinn continue d'être une joueuse importante sous l’autorité de Vera Pauw. En 2022, elle est un des éléments de base de la défense de l'équipe qui réussit l'exploit de se hisser au deuxième tour des barrage en vue de la qualification à la coupe du monde féminine de football 2023. Le 11 octobre 2022, elle fait partie de la sélection irlandaise qui se qualifie pour la première fois de son histoire pour une Coupe du monde. L'Irlande bat l'Écosse 0-1 à Hampden Park. Titulaire, Louise Quinn joue l'intégralité de la rencontre.
En juin 2023, elle est sélectionnée pour disputer la coupe du monde 2023 en Australie.
Le 29 avril 2025, Louise Quinn annonce l'arrêt de sa carrière internationale. Elle compte 121 sélections ce qui fait alors d'elle la troisième internationale la plus capée de son pays.

## Éléments statistiques
| #  | Date             | Opposition      | Résultat | Compétition                       | But(s) |
| -- | ---------------- | --------------- | -------- | --------------------------------- | ------ |
| 1  | 5 mars 2012      | Portugal        | 1–2      | Algarve Cup 2012                  | 1      |
| 2  | 6 mars 2013      | Irlande du Nord | 5–1      | Cyprus Cup 2013                   | 1      |
| 3  | 7 mars 2014      | Corée du Sud    | 1–1      | Cyprus Cup 2014                   | 1      |
| 4  | 5 avril 2014     | Allemagne       | 2–3      | Qualification Coupe du monde 2015 | 1      |
| 5  | 27 octobre 2015  | Portugal        | 2–1      | Qual. Euro 2017                   | 1      |
| 6  | 9 mars 2016      | Finlande        | 2–0      | Cyprus Cup 2016                   | 1      |
| 7  | 7 avril 2016     | Monténégro      | 5–0      | Qual. Euro 2017                   | 1      |
| 8  | 7 juin 2016      | Monténégro      | 9–0      | Qual. Euro 2017                   | 1      |
| 9  | 21 janvier 2018  | Portugal        | 3–1      | Amical                            | 1      |
| 10 | 5 mars 2019      | Pays de Galles  | 1–0      | Amical                            | 1      |
| 11 | 7 juin 2021      | Australie       | 3–2      | Amical                            | 1      |
| 12 | 16 février 2022  | Pologne         | 2–1      | Pinatar Cup 2022                  | 1      |
| 14 | 27 juin 2022     | Géorgie         | 9–0      | Qualification Coupe du monde 2023 | 2      |
| 15 | 14 novembre 2022 | Maroc           | 4-0      | Amical                            | 1      |

## Source
- (en) John O'Shea, Republic of Ireland Women : A Biography in nine lives, Lucan, Hero Books, 2023, 213 p. (ISBN 978-1-910827-79-6), p. 119-132.